# 2010년 6월 나우루 총선
2010년 6월 나우루 총선은 2010년 4월에 나우루의 여당과 야당이 각각 9석을 차지해 다수 당이 정해지지 않아 다시 열린 총선이다. 지난 4월 총선으로 인해 나우루의 비상 사태와 이번 선거의 원인이 되었다.